# Business Catalyst
Business Catalyst — многофункциональный сервис по управлению электронными коммерческими решениями. Компания использует термин «Онлайн бизнес» для описания принципиально нового подхода к ведению коммерческой деятельности в Сети. Сайты, созданные с помощью Business Catalyst, отличаются от обычных веб-сайтов и имеют дополнительную функциональность, направленную на работу с клиентами и потенциальными покупателями онлайн. У сервиса имеется собственная рабочая среда для управления продажами, обслуживанием клиентов и маркетингом. Также имеются собственные сервисы eCommerce и служба рассылок электронной почты.
Компания была основана в 2004 году двумя австралийскими предпринимателями. 29 августа 2009 года была выкуплена компанией Adobe Systems.

## Возможности платформы
Платформа предоставляет широкий спектр возможной, включая:
- Системы управления контентом (CMS)
- eCommerce
- e-mail маркетинг
- Встроенная рабочая среда по работе с клиентами (CRM)
- Формирование отчётностей
- Различные виды аналитики

## История
- 2004 — Business Catalyst запущен как новая платформа для управление электронной коммерцией.
- 2005 — Business Catalyst запускает приложение под названием "Triangle", предназначенное для совместимости электронных магазинов с Dreamweaver.
- 2006 — Business Catalyst завершает тур по Австралии, призванный расширить сферу деятельности по всей Австралии.
- 2007 — один из розничных брендов компании, в частности "GoodBarry", быстро привлекает широкое внимание со стороны владельцев электронных магазинов, самостоятельно управляющих своими продажами.
- 2008 — компания открывает свой первый международный офис в Сан-Франциско, США.
- 2009 — Adobe Systems покупает контрольный пакет акций компании Business Catalyst.
- 2010 — Adobe готовится запустить первый из запланированных трех датацентров по обслуживанию сервисов Business Catalyst.
- 2012 — Adobe запускает облачный сервис для оптимизации работы над крупными b2b проектами, которые обслуживает Business Catalyst.